# 神話 (衛星系統)

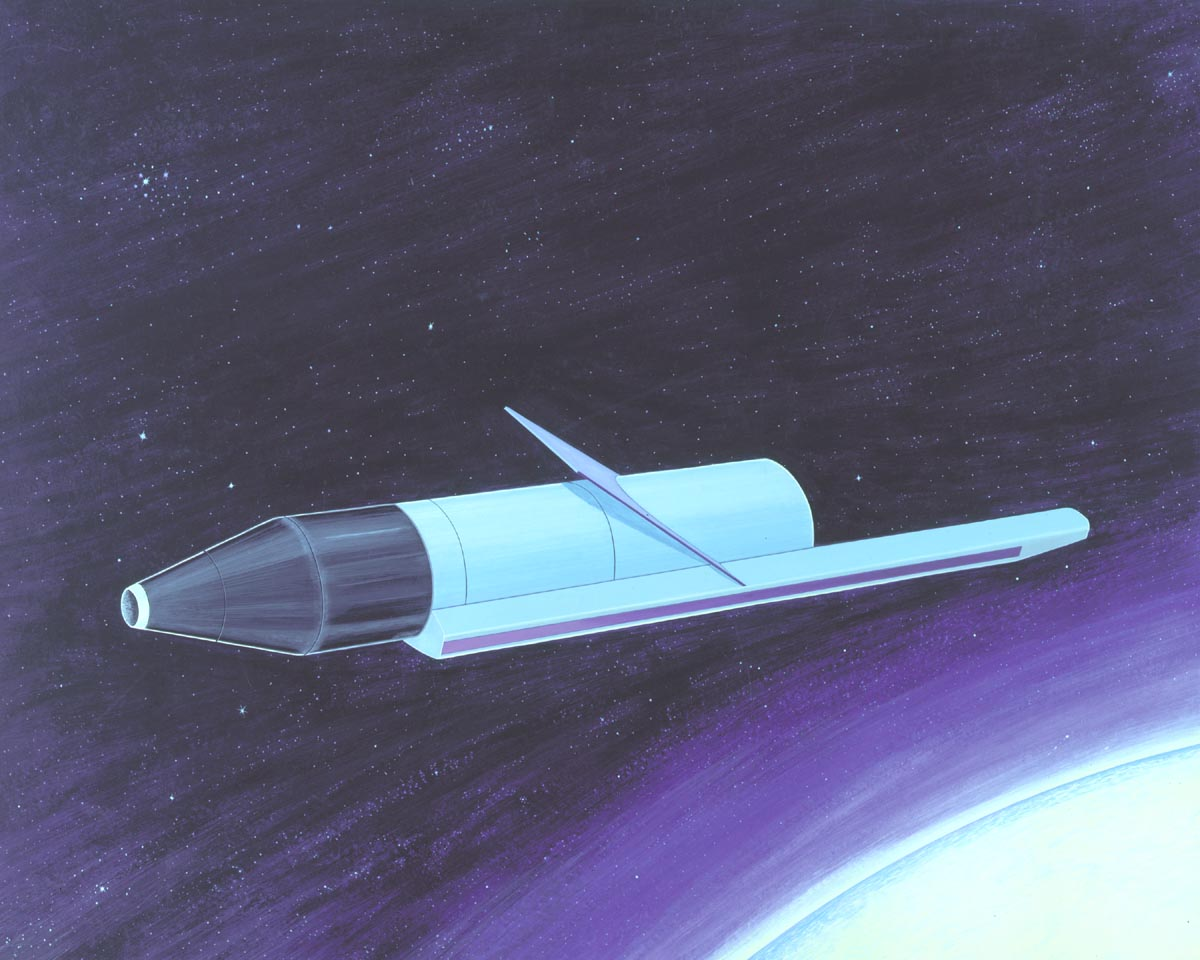
US-A(RORSAT)核動力衛星

神話，或MKRC神話系統，是一個蘇聯的軍事衛星指示系統，與P-700花崗石導彈配對。包括37個US-P訊號情報衛星和32個US-A核動力衛星以覆蓋全球。在US-P和US-A衛星停用後，神話系統現時處於非使用狀態，並被包括4個運行中衛星（截至2021年七月）的“藤蔓”系統（Liana system）取代。

## 另見
- P-700花崗石導彈